# Schefflera gigantifolia
Schefflera gigantifolia är en araliaväxtart som beskrevs av Elmer Drew Merrill. Schefflera gigantifolia ingår i släktet Schefflera och familjen araliaväxter.
Artens utbredningsområde är Filippinerna. Inga underarter finns listade.